# Мроча
Мро̀ча (на полски: Mrocza; на немски: Mrotschen) е град в Централна Полша, Куявско-поморско войводство, Накловски окръг. Административен център е на градско-селската Мрочка община. Заема площ от 4,32 км2. Населението на града към края на 2017 г. е 4395 жители.

## География
Градът се намира в историческата област Крайна (Западна Померания). Разположен е северно от град Накло над Нотеч и северозападно от войводската столицата Бидгошч.